# (37786) Tokikonaruko
(37786) Tokikonaruko est un astéroïde de la ceinture principale.

## Description
(37786) Tokikonaruko est un astéroïde de la ceinture principale. Il fut découvert le 30 septembre 1997 à Moriyama par Yasukazu Ikari. Il présente une orbite caractérisée par un demi-grand axe de 2,19 UA, une excentricité de 0,14 et une inclinaison de 4,6° par rapport à l'écliptique.

## Compléments